# FINAL PRAYER
「FINAL PRAYER」（ファイナル・プレイヤー）は1997年8月21日にリリースされたIcemanの4thシングル。発売元はエピックレコードジャパン。

## 概要
日本テレビ系『独占!!スポーツ情報』テーマソングに起用され、累計売上は3.6万枚を記録。
本作が井上秋緒がIcemanの作詞を手掛けた最後の作品となった。
カップリングには当初、ゲーム「モンスターファーム」のタイアップと共に1stアルバム『POWER SCALE』から「Mr.D」が収録される予定だったが、タイアップの話が立ち消えとなり、代わりに2ndシングル「BREATHLESS NIGHT SLIDER」のライブバージョン（「Tour 1997 POWER SCALE」日本武道館公演）が収録された。
タイトル曲は2ndアルバム『Digiryzm Mutation』にCOMPRESSED MIXとしてアルバムバージョンで収録されている。

## 収録曲
1. FINAL PRAYER
  - 作詞：井上秋緒　作曲/編曲：浅倉大介
  - 「ライブで天国を探せたらいいな」「何か1つを自分で踏み越えた時・次の挑戦をした時に見えてくる世界」をテーマにしている[2]。
  - サウンドは16ビートを基本に、歌の持っているビートや、ギターの持っている気持ちよさにこだわった。ベーシックで鳴っているサンプリングのギターとその上に乗っている伊藤による生で弾いたギターの混ざり方は伊藤が工夫して作った[2]。
  - 元となる歌詞を黒田が作成した。浅倉はそれを2,3回書き直すように指示し、最終的に井上が添削した[2]。
  - レコーディングはライブツアー「Iceman Tour 1997 POWER SCALE」の最中に行われた。歌入れに一番時間がかかり、浅倉の付き添いの下で1日8～9時間歌って、3日かかった。16ビートを追求するために、「息をする場所が少しでもずれる」等のテイクをNGにしていった。集中力が切れやすくなるため、浅倉が黒田の体調を見て肩をもむ等、ボーカルブースに出たり入ったりだった[2]。
  - コーラスアレンジは、「聴いていると気付かない内に、色んな声が聞こえてくる」作り方になっている。コーラスとメインボーカルの扱いも近めにしている[2]。
2. BREATHLESS NIGHT SLIDER(LIVE VERSION)
  - 作詞：井上秋緒 　作曲/編曲：浅倉大介
3. FINAL PRAYER(ORIGINAL BACKING TRACK)